# Air Chathams
Авіакомпанія Air Chathams — місцевий перевізник у Новій Зеландії. Базується в аеропорту о. Чатем (Нова Зеландія). Створена в 1984 році. Здійснює регулярні пасажирські перевезення між островами Чатем і островами Нової Зеландії і чартерні рейси.
Chathams Pacific Airlines — 100% дочірня компанія Air Chathams до березня 2013 року обслуговувала внутрішні перельоти між островами королівства Тонга, але пішла з цього ринку і закрилася після створення місцевої тонганської авіакомпанії REALtonga.

## Флот

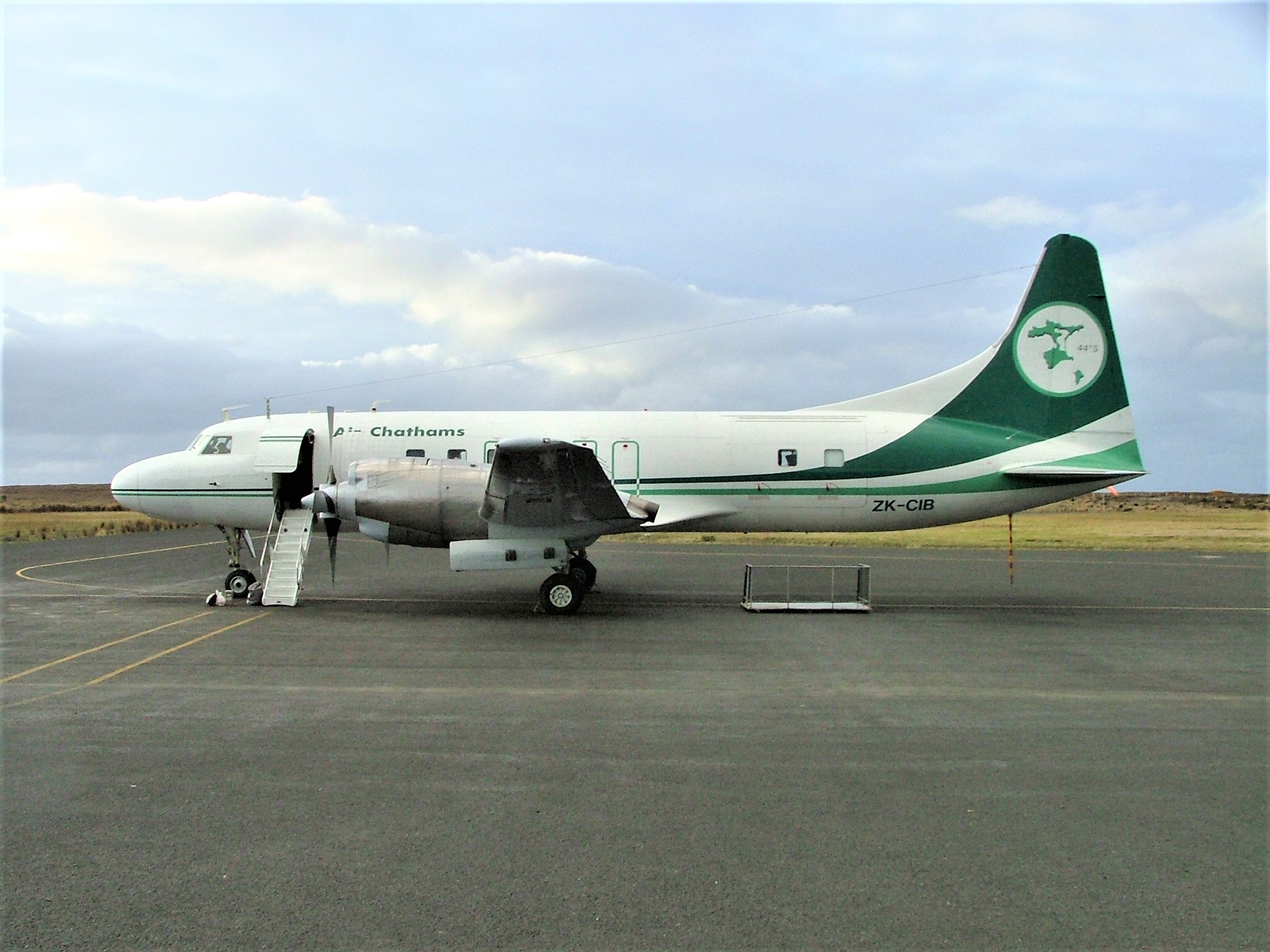
Convair 580

## Напрями

### Нова Зеландія
- Міжнародний аеропорт Окленд
- Аеропорт Чатем
- Аеропорт Нейпір
- Міжнародний аеропорт Крайстчерч
- Міжнародний аеропорт Веллінгтон

### Чартер
- Аеропорт Ніуе